# Африкански стридояд
Африкански стридояд (Haematopus moquini) е вид птица от семейство Haematopodidae. Видът е почти застрашен от изчезване.

## Разпространение
Разпространен е в Намибия и Южна Африка.